# Madrassa Haj Sultan Al-Ulama
La madrassa Haj Sultan Al-Ulama ou école des sciences Haj Sultan (en persan : مدرسه حاج سلطان العلماء)         est une école historique dont l'origine date de la fin de l'empire kadjar, située dans la ville de Kachmar, rue Imam Komeini, dans le centre de la ville. Elle est inscrite dans la liste des monuments nationaux d'Iran, sous le n°11929. Le bâtiment est dédié à Haj malahadi Sultan Al-Ulama et a été construit à l'époque de la dynastie Kadjar au XIXe siècle.

## Architecture
La madrassa est édifiée autour d'une cour centrale, entourée sur quatre côtés de cellules sur deux niveaux, soit en tout 40 chambres d'étudiants. Elle est connue comme l'une des plus célèbres école de la province du Khorassan-e Razavi, département de Kachmar. Une partie de l'ensemble a été endommagé par manque de soin des autorités responsables  
.

## Galerie

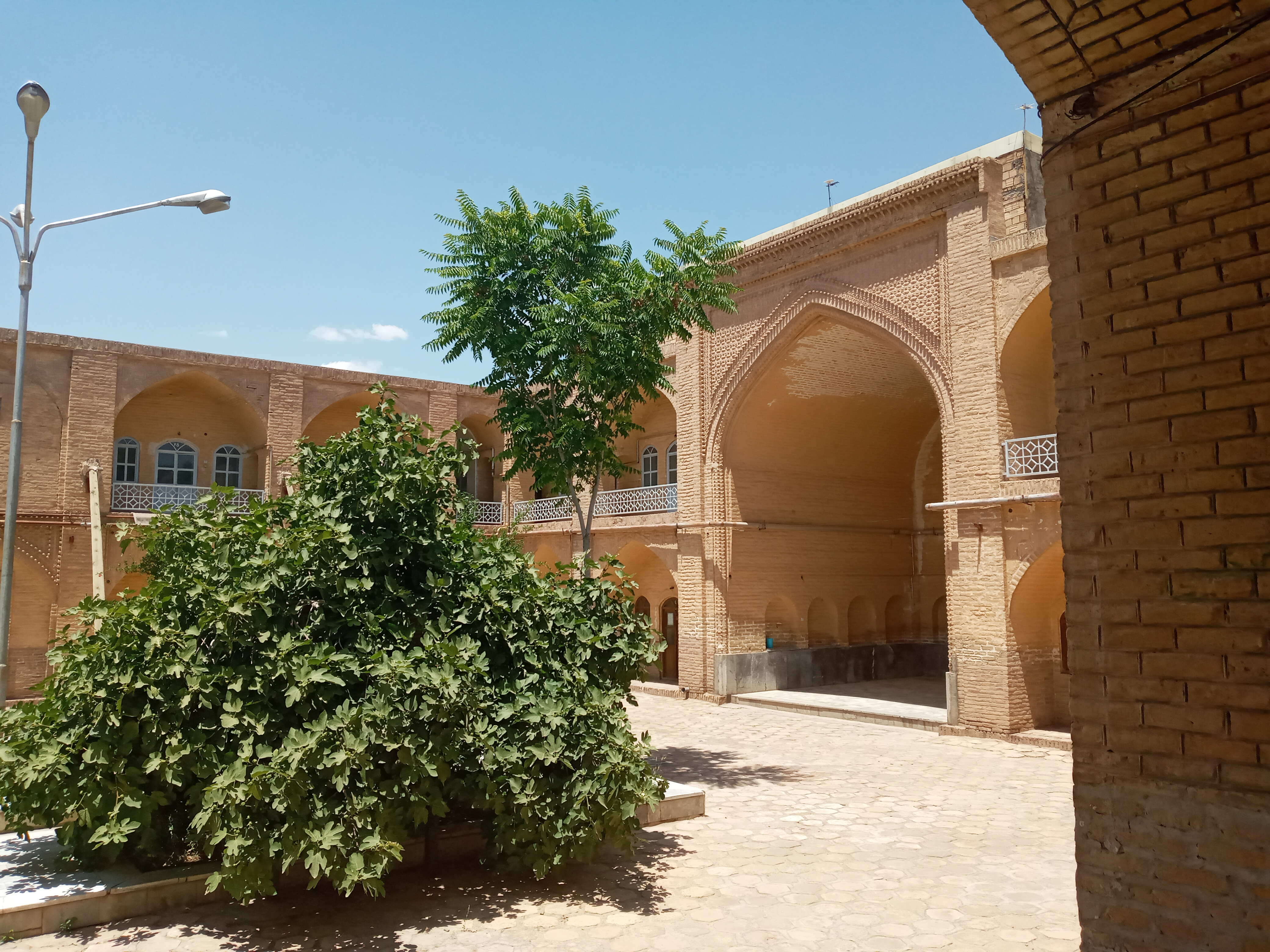
Vue de la madrassa
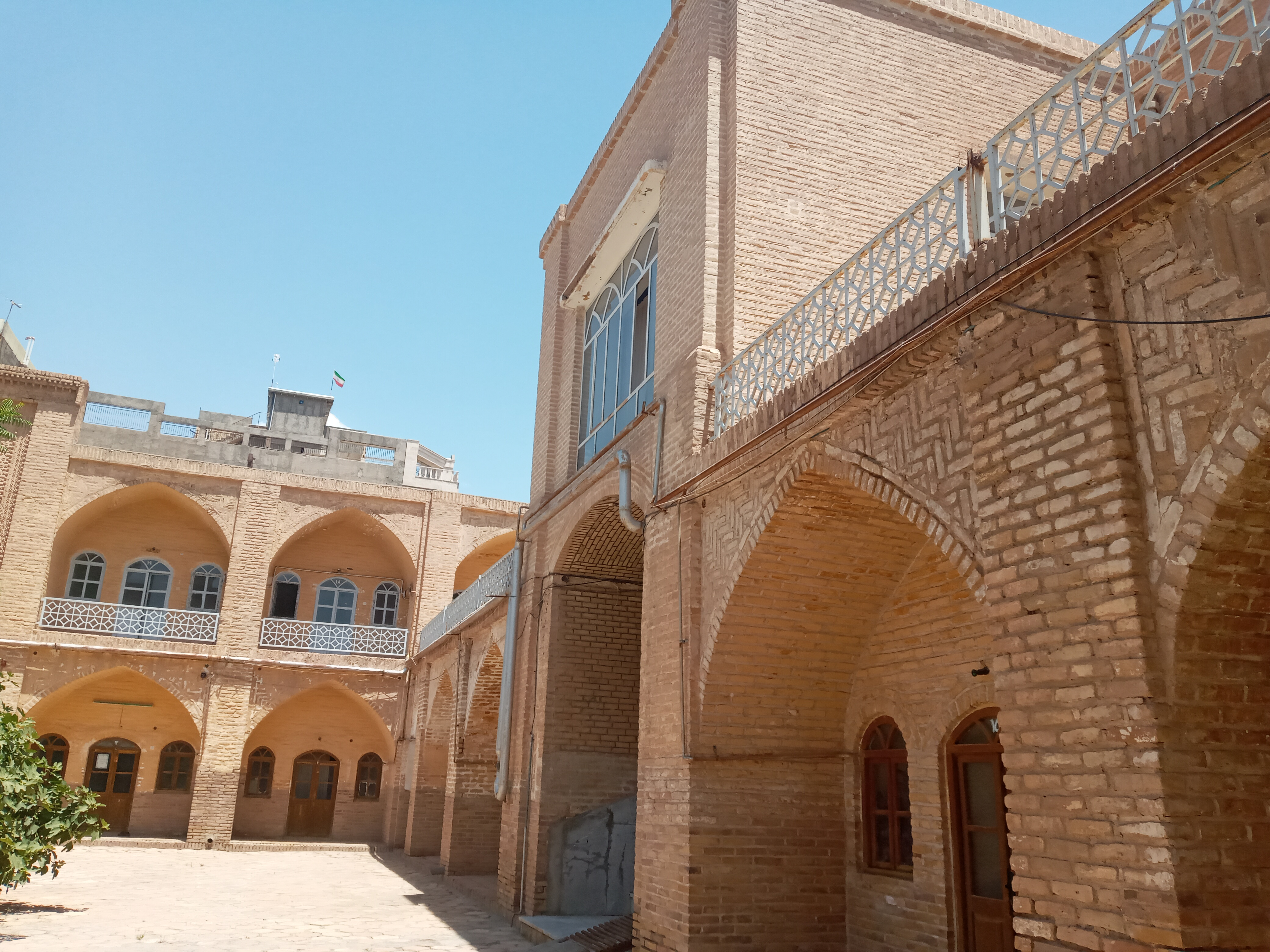
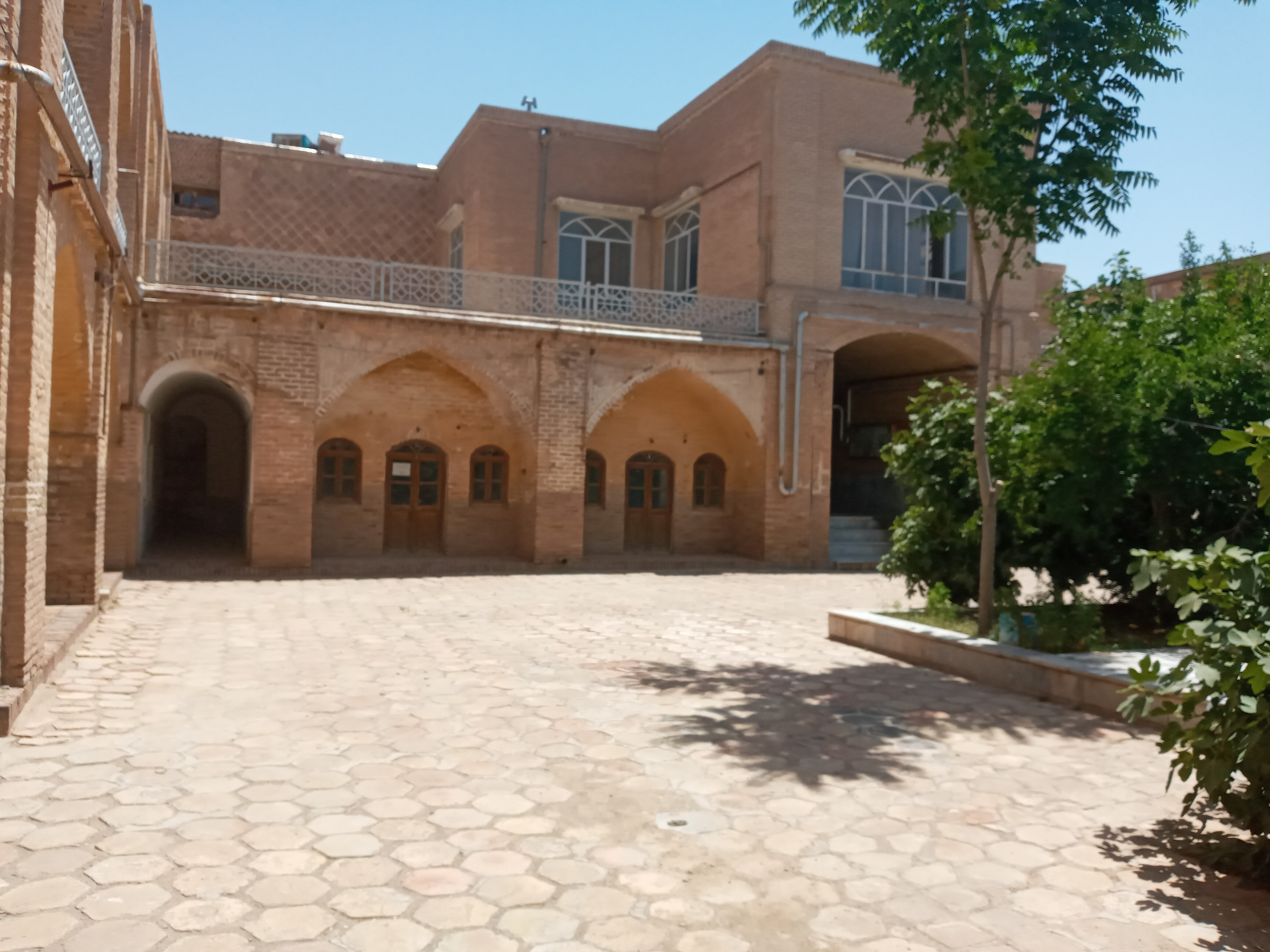
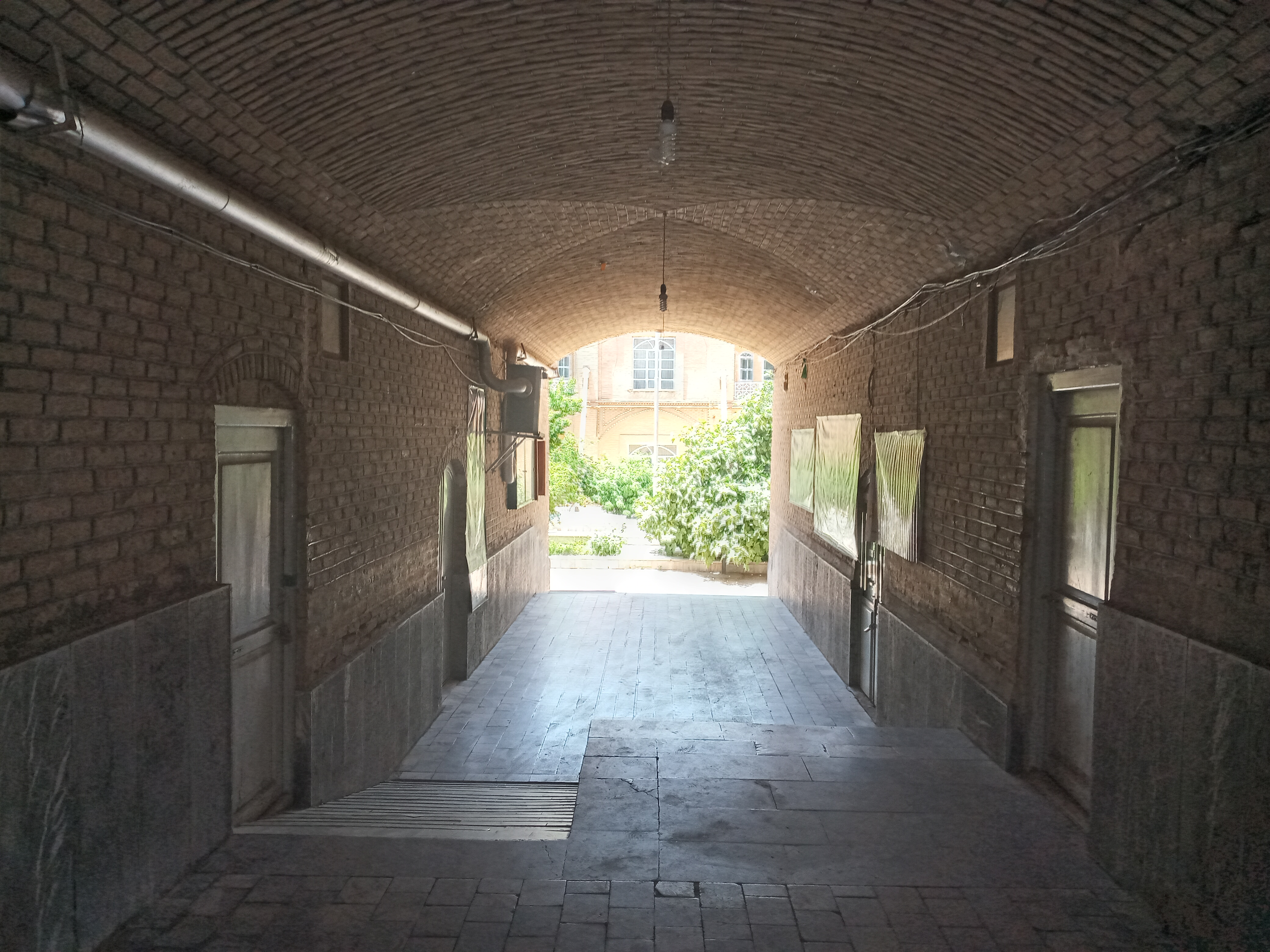
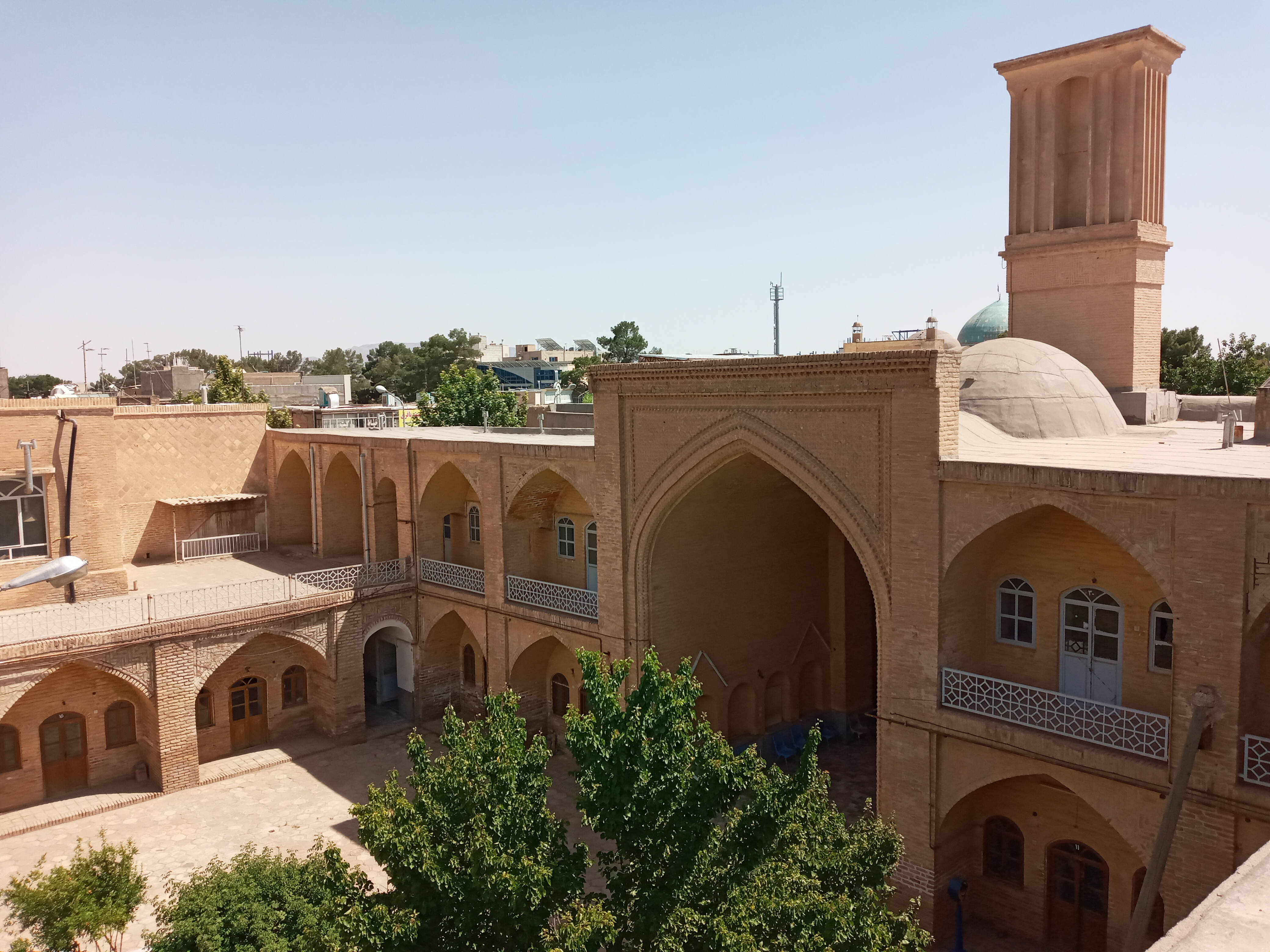
vue aérienne
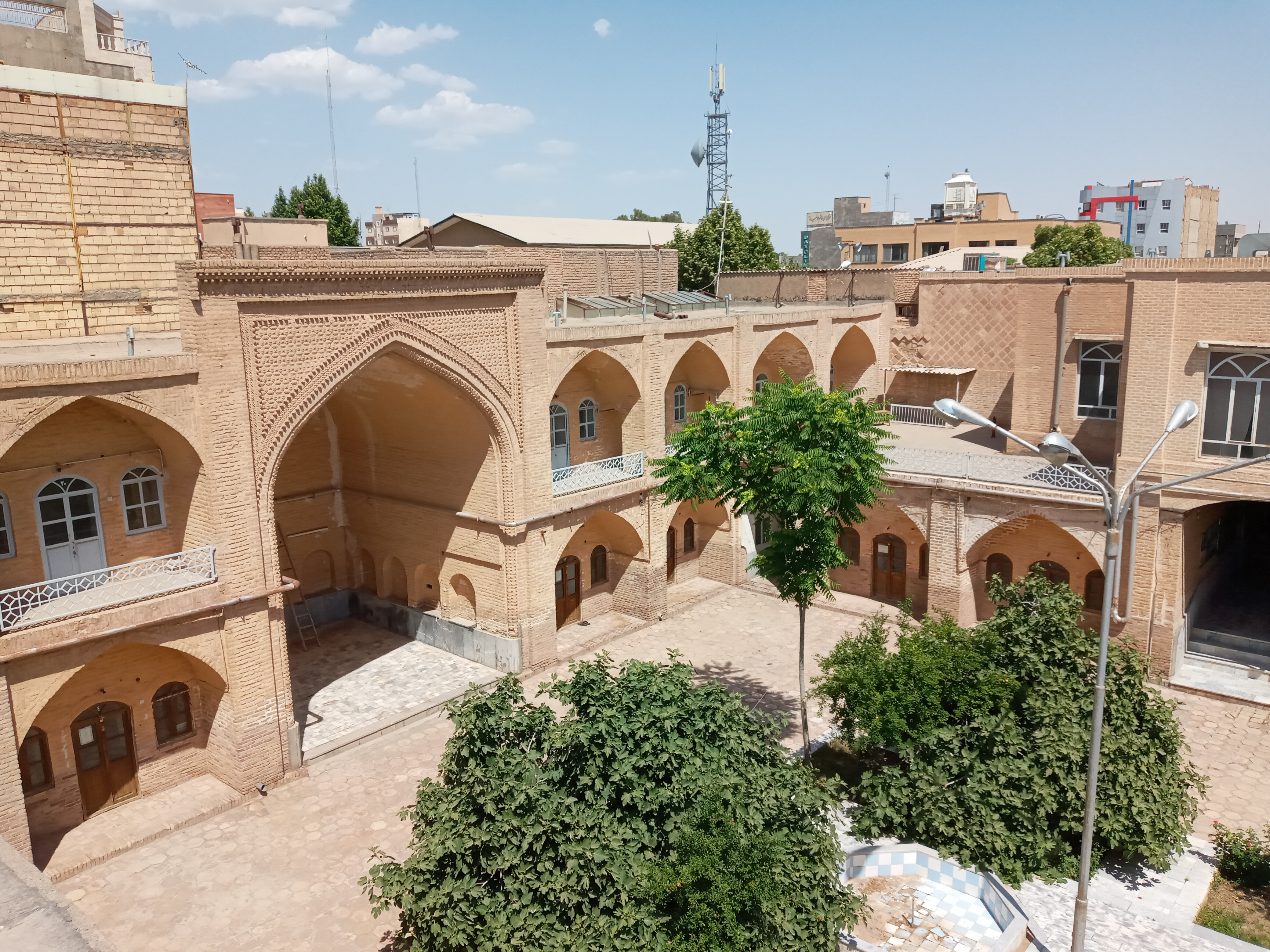
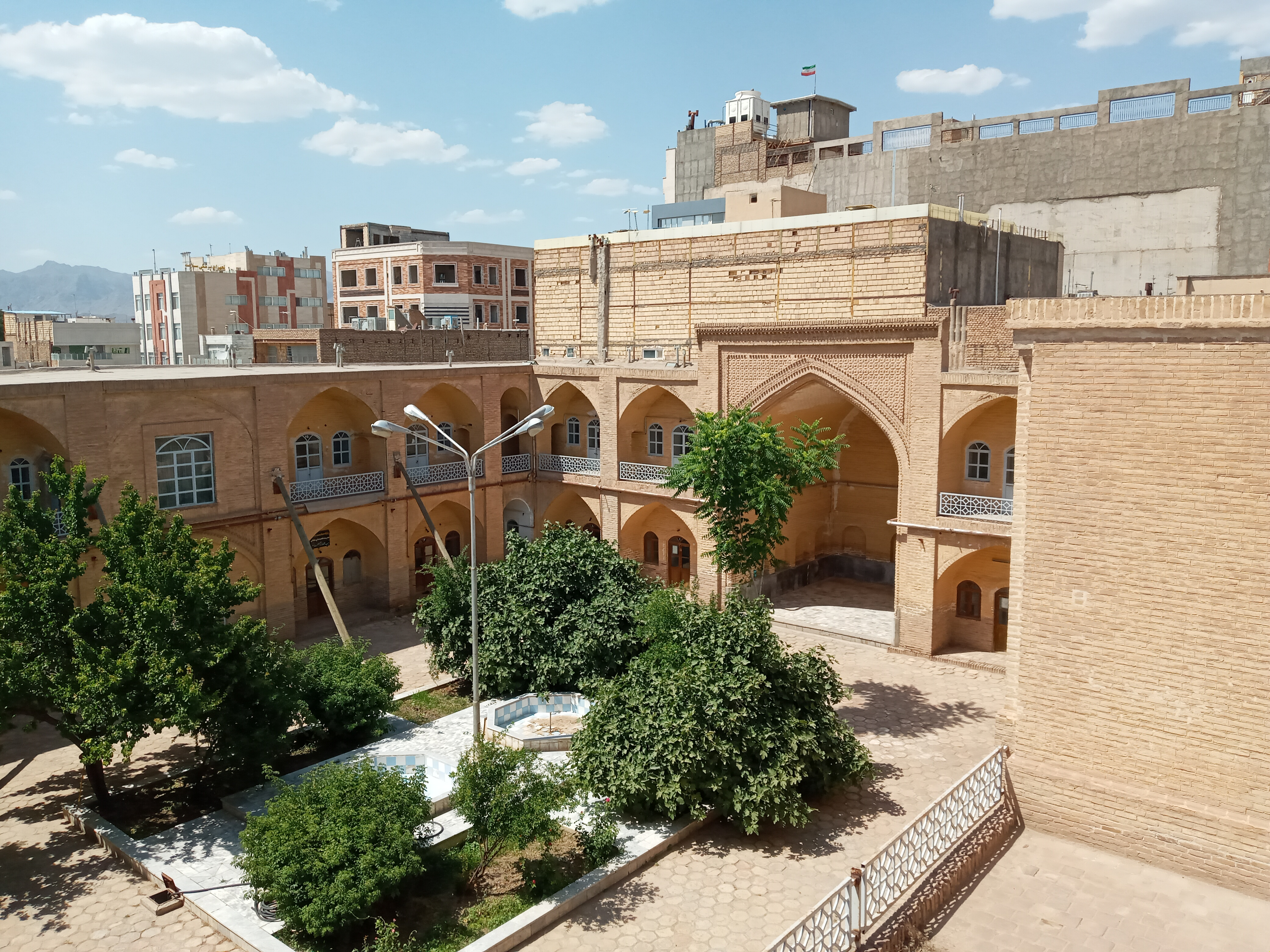
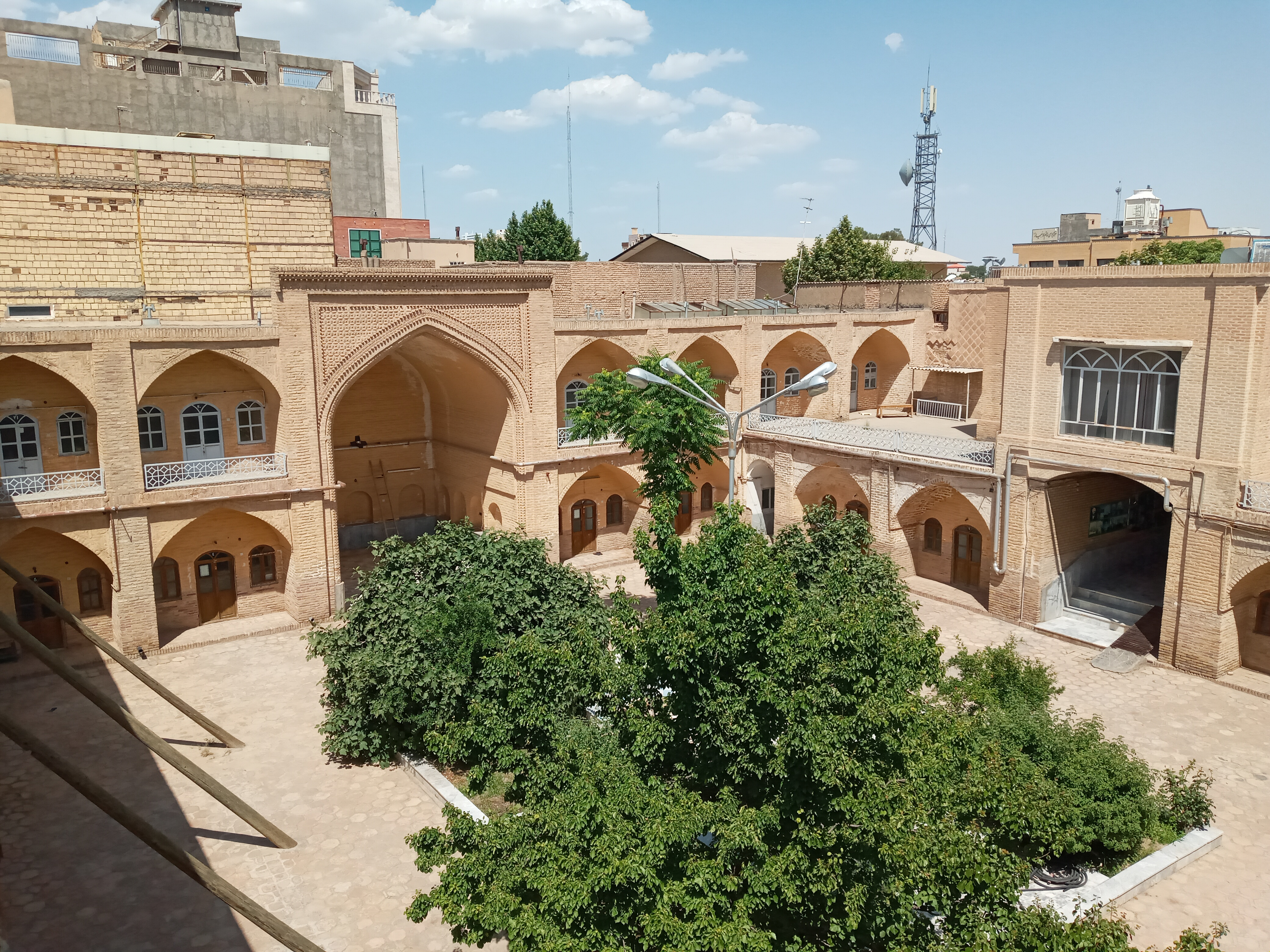